# L'Amour en plus
L'Amour en plus : Histoire de l'amour maternel, XVIIe – XXe siècle est un essai d'Élisabeth Badinter paru en 1980 aux éditions Flammarion. Traduit en 28 langues, il s’est vendu en France à plus de 400 000 exemplaires.  

## Résumé
Elisabeth Badinter étudie l'amour maternel depuis le XVIIe siècle qui, selon elle, a  été « absent », les mères oscillant « entre l’indifférence et le rejet ». Par exemple dans les classes moyennes, les enfants sont confiés à la naissance à des nourrices puis reviennent vers 4-5 ans pour être élevés par  des gouvernantes avant de devenir internes au collège ou d'étudier avec un précepteur. Ce n'est que vers la fin du XVIIIe siècle  que l’amour maternel apparaît comme une « nouvelle valeur » avec la prise en charge des enfants et le souci de leur santé. Pour elle, cela est dû à une pression politico-économique car il faut que les enfants qui naissent survivent par tous les moyens.

## Réception critique
Dans son compte rendu de l'ouvrage, l'historien Dominique Julia note que l'essai « ne semble pas avoir échappé au travers majeur de l'anachronisme qui consiste à vouloir plaquer à tout prix sur les réalités anciennes nos propres préjugés ». Les hypothèses et les interrogations soulevées par les livres des historiens deviennent ici des « certitudes définitives ». Dominique Julia note qu'Élisabeth Badinter utilise abondamment les publications d'Edward Shorter « dont les thèses simplificatrices ont déjà fait tant de ravages ». Il lui reproche également l'utilisation systématique de textes littéraires sans critique préalable, textes qui sont presque toujours pris au pied de la lettre ce qui entraîne des contre-sens. L'ouvrage, selon lui, charrie « trop de préjugés et d'inexactitudes pour pouvoir être utile ».
Marcel Bernos, Catherine Fouquet et Yvonne Knibiehler sont également très critiques vis-à-vis de l'essai. Ils jugent qu'Élisabeth Badinter « n'a aucune connaissance personnelle solide sur l'Ancien régime ». Elle utiliserait des travaux de seconde main relevant ce qui sert sa thèse et rejetant le reste. Ils lui reprochent également l'anachronisme de son essai et une lecture des textes sans aucune critique, le point de vue qu'elle dégage se basant presque uniquement sur des discours masculins.